# Maldita calle
Maldita calle es una película del año 2003.

## Sinopsis
Un recorrido entre las calles y las declaraciones de unos tristes protagonistas: los niños de la calle de Tetuán y Tánger (Marruecos). Serán ellos los que nos descubran sus problemas y desgracias, sus sueños, sus miedos. Y una mirada vigila, habla, nos descubre los entresijos de la sociedad marroquí. Son los ojos y las palabras de alguien que fue niño de la calle, el escritor Mohamed Churkri. Autor para muchos malditos, para nosotros, bendita su obra.

## Premios
- Mejor documental Docúpolis 2003
- Mejor documental Cajamadrid 2003
- Mejor documental Festival de Elche 2003
- Mejor documental Festival de Cine de Irún
- Mejor documental Festival de Cine de Pamplona.